# VfB Weißwasser 1909
VfB Weißwasser 1909 is een Duitse voetbalclub uit Weißwasser in de deelstaat Saksen. 

## Geschiedenis
De club werd in 1909 opgericht als VfB Weißwasser, destijds lag de gemeente in de provincie Silezië. De club ging in de Neder-Lausitzse competitie spelen, een competitie van de Zuidoost-Duitse voetbalbond. 
In 1914 maakte de club kans om te promoveren naar de hoogste klasse, maar verloor daar van FC Sparta Finsterwalde. De volgende kans op promotie kwam er pas in 1926 toen de club tegen eersteklasser SC Hertha 1915 Hörlitz. De club won twee keer met 3-1 en promoveerde. Het volgende seizoen werd de club voorlaatste en degradeerde meteen weer. Het volgende seizoen werd de club groepswinnaar in de Gau Cottbus, maar werd in de eindronde om de titel tweede achter VfB 1901 Forst. Het volgende seizoen werd de club in de eindronde wel kampioen en nam het dan op tegen eersteklasser VfB Forst voor een plaats in de hoogste klasse. Na een 2-7 overwinning in Forst won de club thuis met 4-2 en promoveerde opnieuw. 
In 1930 werd de club voorlaatste en in 1931 degradeerde de club opnieuw. Na een plaats in de middenmoot werd de club in 1933 tweede in de Gau Cottbus achter SC Viktoria 1897 Cottbus. Na dit seizoen werd de competitie grondig geherstructureerd. De NSDAP kwam aan de macht en de Zuidoost-Duitse voetbalbond en alle competities verdwenen. Het merendeel van de clubs uit de Neder-Lausitzse competitie werden overgeheveld naar de Gauliga Berlin-Brandenburg, wat voor de meeste clubs het einde op het hoogste niveau betekende omdat de clubs niet opgewassen waren tegen de zware concurrentie van de Berlijnse clubs. Echter werd Weißwasser ingedeeld in de Gauliga Schlesien. De club mocht van start gaan in de Bezirksliga Niederschlesien, de nieuwe tweede klasse.
De club fuseerde met SV Grün-Weiß Weißwasser en nam zo de naam TuSV Weißwasser aan. De Bezirksliga werd in twee groepen verdeeld en de club werd groepswinnaar en won daarna de titel tegen de andere groepswinnaar SC Schlesien Haynau. Normaliter zou de club dan ook deelnemen aan de eindronde ter promotie naar de Gauliga, maar er werd beslist om de club alsnog over te hevelen naar de Gauliga Berlin-Brandenburg. De club mocht wel niet naar de hoogste klasse, maar bleef daar in de Bezirksliga spelen. Resultaten hiervan zijn niet bekend. In 1937 werd de club weer overgeheveld naar de Bezirksliga Niederschlesien. De club eindigde twee jaar op rij in de middenmoot en trok zich in 1939 terug uit de competitie. 
Na de Tweede Wereldoorlog werden alle Duitse clubs ontbonden. In Oost-Duitsland werden de vooroorlogse namen ook niet meer aangenomen. De club werd heropgericht als SG Weißwasser en werd later een BSG en werd zo BSG Chemie Weißwasser. In 1954-55 speelde club één seizoen in de DDR-Liga, de tweede klasse maar was voornamelijk actief in de derde en vierde klasse. 
Na de Duitse hereniging werd de naam gewijzigd in SV Grün Weiß 1991 Weißwasser. De club speelde nu in de lagere reeksen. In 2010 fuseerde de club met KSV 90 Weißwasser en veranderde de naam nu in VfB Weißwasser 1909 waarmee de club teruggreep naar zijn roots.